# Poseidonamicus pintoi
Poseidonamicus pintoi is een mosselkreeftjessoort uit de familie van de Thaerocytheridae. De wetenschappelijke naam van de soort is voor het eerst geldig gepubliceerd in 1972 door Benson.